# Президентство Владимира Зеленского

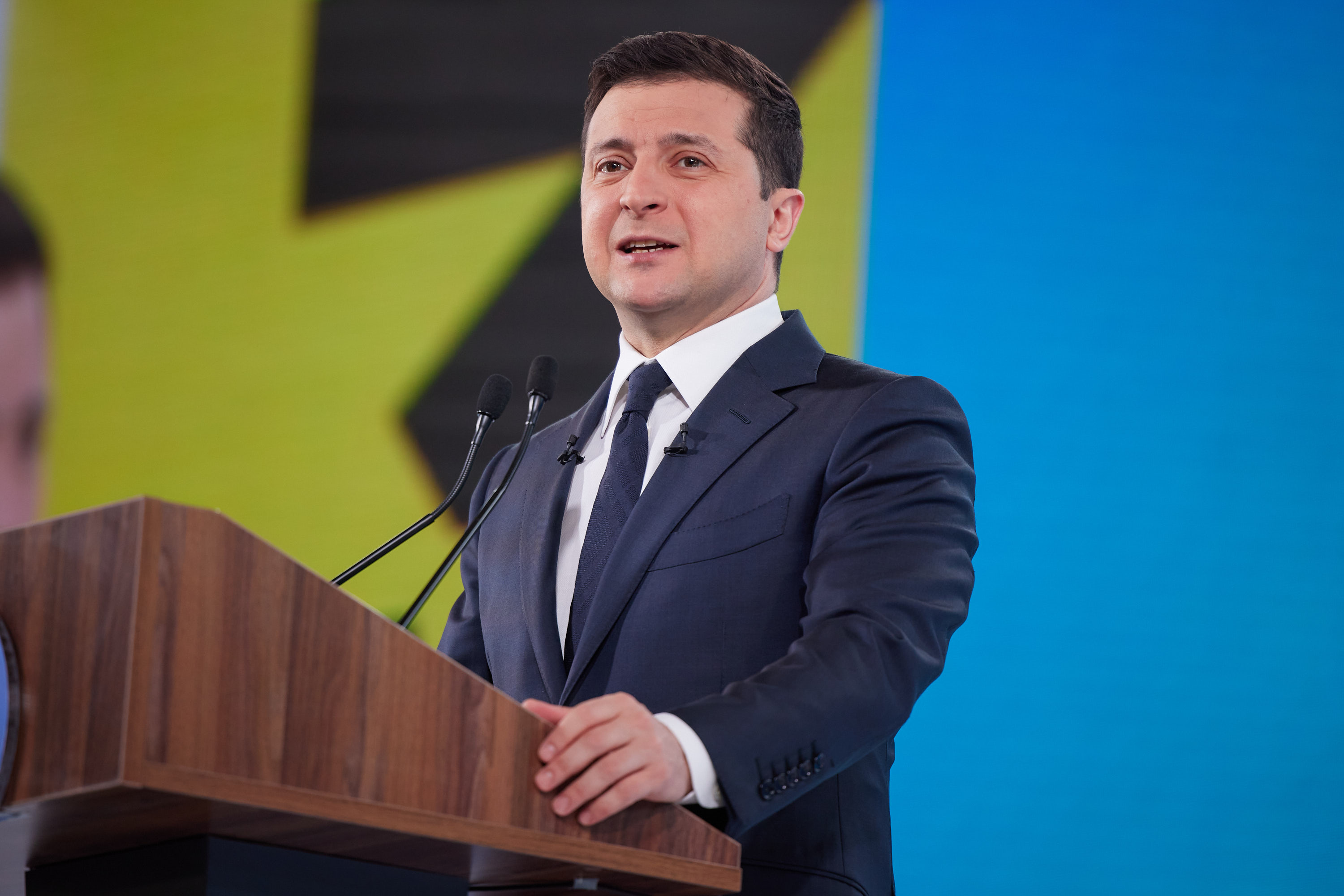
Владимир Зеленский на Всеукраинском форуме «Украина 30. Культура, медиа, туризм», 9 марта 2021 года

Президентство Владимира Зеленского — деятельность Владимира Зеленского в должности президента Украины (с 20 мая 2019 года).

## Становление первым лицом

### Предвыборная кампания
В декабре 2018 года в интервью украинскому журналисту Дмитрию Гордону Владимир Зеленский сообщил о намерении его партии «Слуга народа» участвовать в будущих парламентских выборах.
31 декабря за несколько минут до Нового года Владимир Зеленский на телеканале «1+1» обратился к украинцам, где заявил, что намерен выставить свою кандидатуру на президентских выборах 2019 года.
21 января 2019 года партия «Слуга народа» выдвинула Владимира Зеленского кандидатом в президенты Украины. В тот же день в «Украинской правде» было опубликовано интервью, в котором Зеленский заявил, что в случае победы на президентских выборах он будет договариваться о прекращении огня в Донбассе. Как отметило издание, «команда Зеленского ведёт нестандартную президентскую кампанию, которая напоминает не политический процесс, а шоу общенационального масштаба. Их идея заключается в том, чтобы освещать избирательную гонку чуть ли не в прямом эфире в соцсетях и в формате видеоблога».
В конце января Зеленский впервые вышел на первое место в предвыборных опросах. По данным опроса трёх социологических компаний (Центр социальных и маркетинговых исследований «Социс», Киевский международный институт социологии и Центр Разумкова), у Владимира Зеленского было 23 % голосов избирателей, у Петра Порошенко — 16,4 %, у Юлии Тимошенко — 15,7 %. К февралю рейтинг Зеленского вырос до 25—30 %, а в середине марта он стал абсолютным лидером президентской гонки.
Зеленский заявлял, что будет занимать президентский пост лишь один срок.
31 марта состоялся первый тур президентских выборов, в котором Зеленский набрал наибольшее число голосов (30,24 %) — почти вдвое больше, чем действующий президент Пётр Порошенко. Оба кандидата прошли во второй тур выборов, состоявшийся 21 апреля.

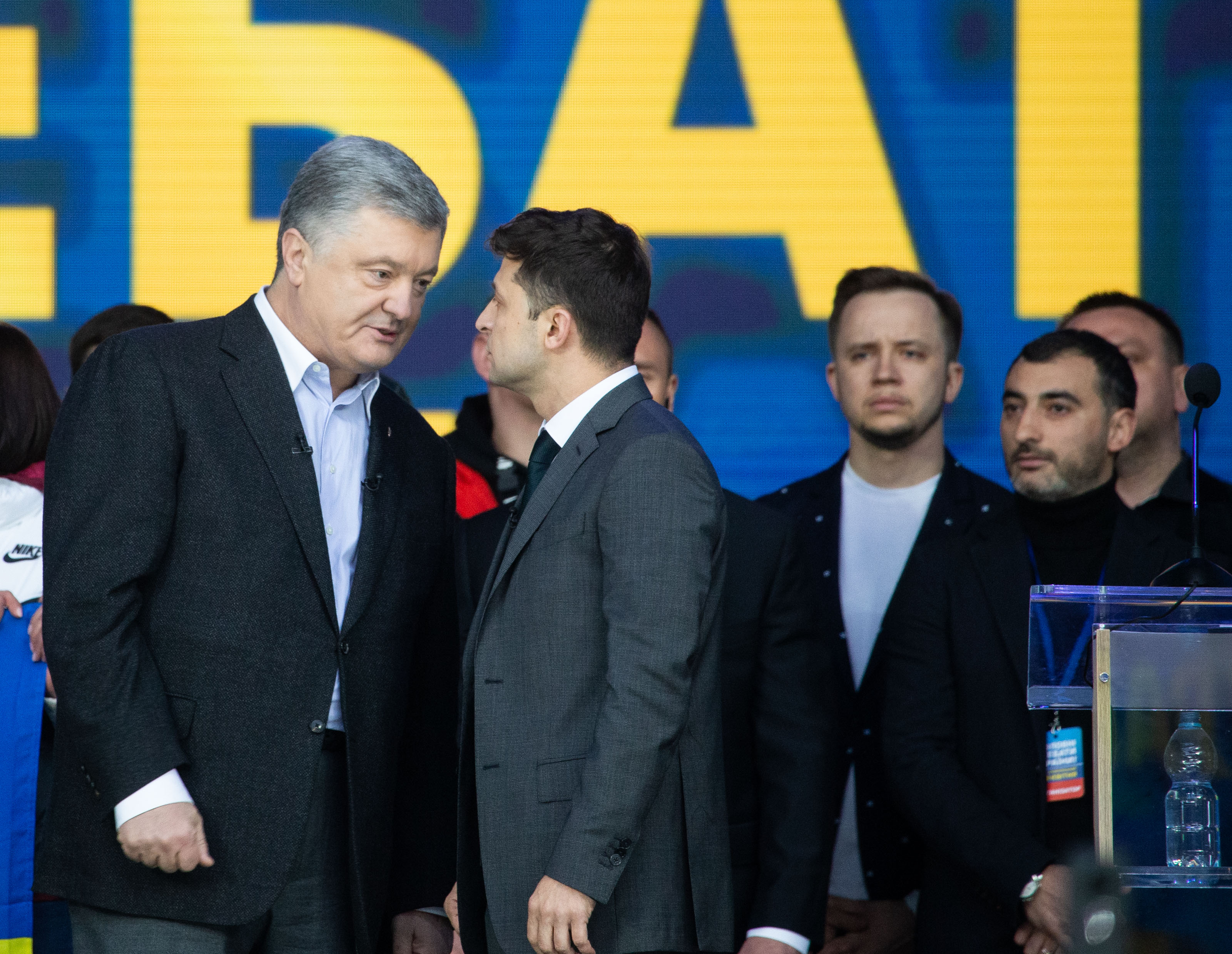
Дебаты с Петром Порошенко. Киев,
НСК «Олимпийский», 19 апреля 2019 года

Во втором туре победил Зеленский, набравший, согласно окончательным результатам ЦИК Украины, 73,22 % голосов (за него проголосовало 13,5 млн избирателей).
3 мая информация о победителе президентских выборов была размещена в органах Верховной рады («Голос Украины») и кабинета министров Украины («Правительственный курьер»).

### Инаугурация

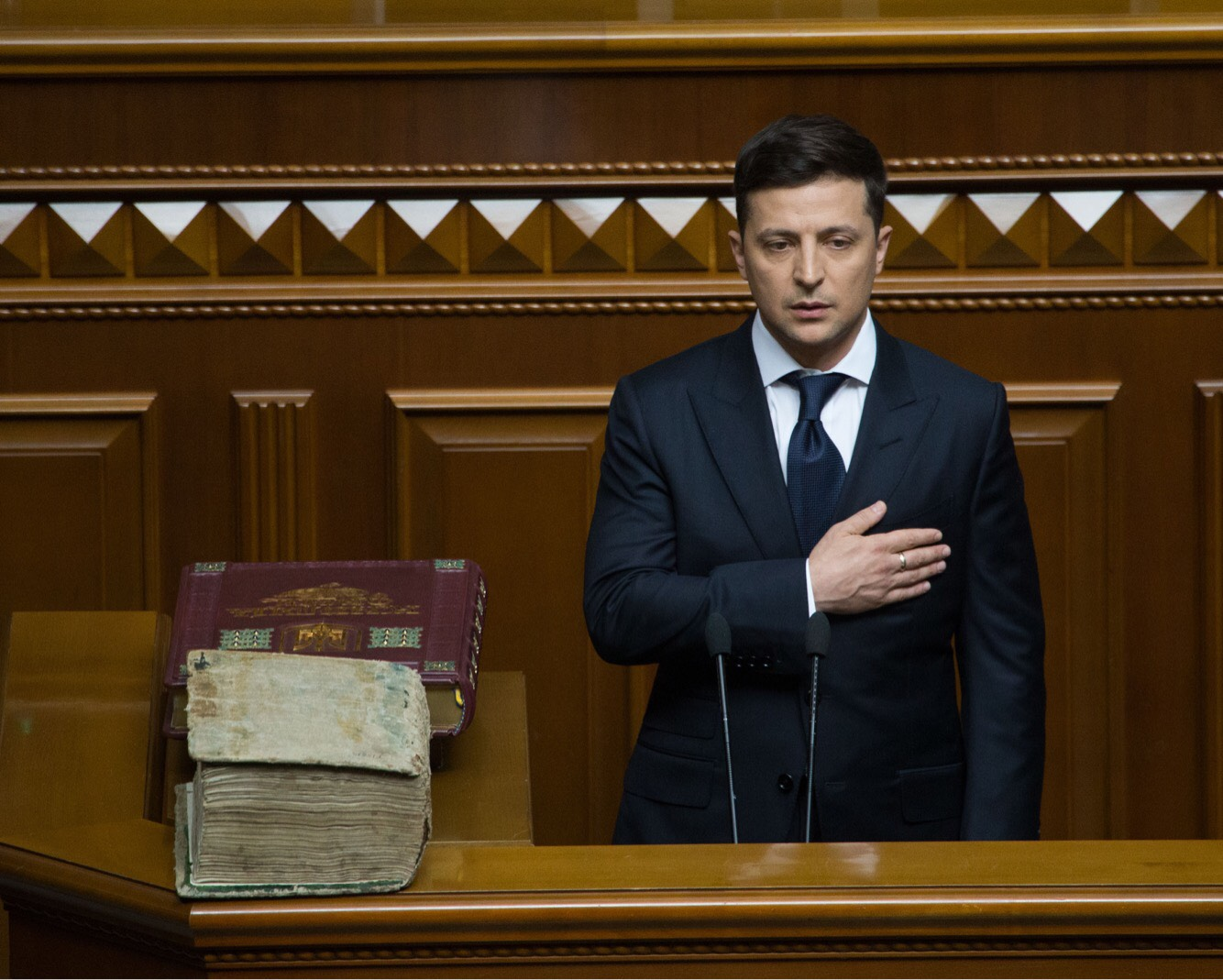
Владимир Зеленский на инаугурации, Киев, 20 мая 2019 года

20 мая 2019 года в здании Верховной рады Украины состоялась церемония инаугурации. На церемонии присутствовало более 50 иностранных делегаций, в том числе президенты Латвии, Литвы, Эстонии, Грузии и Венгрии. Приглашения также получили все бывшие президенты Украины, кроме Виктора Януковича. Представителей России на инаугурацию не пригласили.
В своём первом выступлении в качестве президента Владимир Зеленский заявил, что «нет правильных или неправильных» украинцев, и призвал украинцев — «тех, кого родила украинская земля», — возвращаться на родину. Приоритетами своей команды он назвал прекращение огня на востоке страны и возвращение Крыма и Донбасса. Зеленский также заявил о готовности к диалогу для окончания войны.

## Внутренняя политика
В мае 2021 года Зеленский подписал указ о наложении санкций на более 500 «воров в законе». Ограничения среди прочего предполагают блокировку активов, запрет въезда на территорию Украины, отказ в предоставлении и аннулирование виз, вида на временное или постоянное проживание, невозможность получения ими гражданства Украины и принудительное выдворение лиц, не являющихся украинскими гражданами.

### Верховная рада VIII созыва
После победы Зеленского эксперты отмечали, что существующий состав Верховной рады почти наверняка будет ему враждебен. В этой ситуации, как отмечал сам Зеленский между двумя турами президентских выборов, выгоду его сторонникам мог бы принести роспуск Верховной рады.
20 мая в ходе инаугурации Владимир Зеленский объявил о роспуске Верховной рады. 21 мая Зеленский издал указ о роспуске и назначил внеочередные парламентские выборы на 21 июля. 19 июня Конституционный суд Украины, рассмотрев обращение 62 народных депутатов, подтвердил законность указа о роспуске парламента.
Рада отказалась рассмотреть предложенный Зеленским законопроект об изменении системы выборов. В связи с этим досрочные выборы в Верховную раду проводились по действующей избирательной системе — смешанной системе с мажоритарными округами и пропорциональными списками и пятипроцентным проходным барьером.
30 мая Зеленский попросил Верховную раду неотложно рассмотреть представления об увольнении министра иностранных дел Павла Климкина, министра обороны Степана Полторака и главы СБУ Василия Грицака, однако Верховная рада отказалась отправлять их в отставку.
11 июня Зеленский попросил Верховную раду проголосовать за отставку генерального прокурора Юрия Луценко и министра иностранных дел Павла Климкина, предложив кандидатуру Вадима Пристайко на пост главы МИД. После отказа Верховной рады рассматривать эти вопросы Зеленский 2 июля повторно попросил Верховную раду рассмотреть представление об увольнении с должности Юрия Луценко и Павла Климкина.В конце июня между Климкиным и Зеленским произошёл конфликт. 26 июня Климкин заявил о получении ноты МИД РФ с предложением возможных вариантов освобождения украинских моряков, задержанных после инцидента в Керченском проливе, и объявил, что отказался обсуждать какие бы то ни было предложения российской стороны. 27 июня Зеленский публично заявил представителям СМИ о своём возмущении по поводу действий Климкина, который без его ведома ответил на российскую ноту. 1 июля Зеленский направил Гройсману письмо с рекомендацией привлечь Климкина к дисциплинарной ответственности. Сам Климкин в ответ заявил, что уходит в политический отпуск. Верховная рада вновь отказалась удовлетворить представление президента об увольнении Юрия Луценко и Павла Климкина.

### Верховная рада IX созыва
Верховная рада одобрила кандидатуру Алексея Гончарука на должность премьер-министра и утвердила новый состав правительства. Рада также утвердила по представлению президента министром иностранных дел Вадима Пристайко, министром обороны — Андрея Загороднюка, генпрокурором — Руслана Рябошапку, главой СБУ — Ивана Баканова. 4 марта 2020 года Верховная рада приняла отставку Алексея Гончарука с должности премьер-министра, в результате чего правительство было расформировано. Новым премьер-министром был утверждён Денис Шмыгаль.
30 марта Верховная рада отправила в отставку министров здравоохранения и финансов Илью Емеца и Игоря Уманского. Депутаты утвердили предложенные главой правительства кандидатуры: Сергея Марченко на пост главы Минфина и Максима Степанова в руководство Минздрава.
16 июля 2020 года Верховная рада утвердила главой Национального банка Украины Кирилла Шевченко. Его предшественник Яков Смолий ушёл в отставку, обвинив руководство страны в систематическом давлении на возглавляемое им независимое ведомство.
1 июля Верховная рада приняла инициированный президентом Зеленским закон о коренных народах Украины. К таким народом относятся народы, чья этническая общность сформировалась на территории страны и у которых нет собственного государственного образования за пределами Украины. К коренным народам Украины относятся крымские татары, караимы и крымчаки. Документ устанавливает правовую защиту над коренными народами от лишения их целостности, культурных ценностей и разжигания розни и ненависти против них. За принятие законопроекта в окончательном чтении проголосовали 325 народных депутатов. Голосов против во время рассмотрения документа не было.

### Силовые ведомства
Своим указом Зеленский освободил от должности начальника Генерального штаба — главнокомандующего ВСУ генерала армии Виктора Муженко и назначил на эту должность Руслана Хомчака. В марте 2020 года Зеленский повысил его до должности главнокомандующего ВСУ, но в июле 2021 года отправил его в отставку, назначив на его место генерал-майора Валерия Залужного, командующего войсками оперативного командования «Север».
Иван Баканов, возглавлявший партию «Слуга народа», был назначен первым заместителем главы Службы безопасности Украины, начальником Главного управления по борьбе с коррупцией и организованной преступностью СБУ. Он же исполнял обязанности главы СБУ. Ряд руководителей СБУ были отправлены в отставку (см. Служба безопасности Украины#Кадровые изменения в руководстве СБУ при президенте Зеленском).
Подполковник Алексей Оцерклевич был назначен начальником Управления государственной охраны. 16 октября 2019 года Оцерклевича сменил Сергей Рудь.
Бывший министр финансов Александр Данилюк был назначен секретарём Совета национальной безопасности и обороны. В составе СНБО произошли значительные кадровые изменения. Сам Владимир Зеленский занял пост председателя СНБО. После начала работы Верховной рады IX созыва и утверждения нового правительства Зеленский ввёл в состав СНБО премьер-министра Алексея Гончарука, министра обороны Андрея Загороднюка и председателя Верховной рады Дмитрия Разумкова. Зеленский также утвердил в составе СНБО главу СБУ Ивана Баканова, министра иностранных дел Вадима Пристайко и генерального прокурора Руслана Рябошапку. Из состава СНБО были выведены Василий Грицак, Владимир Гройсман, Павел Климкин, Андрей Парубий, Павел Петренко, Степан Полторак. 3 октября 2019 года секретарём СНБО вместо подавшего в отставку Александра Данилюка был назначен Алексей Данилов.
Главой Службы внешней разведки Украины был назначен Владислав Бухарев. 11 сентября Бухарев был освобождён от должности председателя СВР и назначен первым заместителем председателя СБУ/ С 20 сентября 2019 года по 5 июня 2020 года должность главы СВР занимал Валерий Евдокимов, позднее — Валерий Кондратюк, а 23 июля 2021 года его сменил Александр Литвиненко.
Командующим Национальной гвардии Украины был назначен Николай Балан.
Главой Государственной пограничной службы был назначен Сергей Дейнеко.
5 августа Зеленский назначил новым командующим Операцией объединённых сил генерал-лейтенанта Владимира Кравченко. Прежний командующий ООС генерал-лейтенант Александр Сырский, назначенный бывшим президентом Украины Петром Порошенко в мае 2019 года, был назначен командующим сухопутными войсками ВСУ вместо генерал-полковника Сергея Попко.

### Администрация (Офис) президента Украины
Главой Администрации президента Украины Зеленский назначил связанного с олигархом Игорем Коломойским Андрея Богдана. Это назначение нарушало закон «Об очищении власти», который запрещал чиновникам, работавшим в правительстве при Викторе Януковиче, занимать государственные должности до 2024 года.
20 июня 2019 года Владимир Зеленский подписал указ о замене Администрации президента на Офиса президента Украины.
В феврале 2020 года Зеленский уволил главу Офиса президента Андрея Богдана, назначив на его место своего помощника Андрея Ермака, который до этого курировал отношения с Россией и урегулирование конфликта в Донбассе.
В марте 2020 года на Украине разразился коррупционный скандал, в который оказался замешан Денис Ермак — брат главы Офиса президента Андрея Ермака. Были обнародованы видеозаписи, на которых Денис Ермак обсуждает назначение людей на государственные должности. Генпрокуратура обнаружила в этих записях признаки нарушения ряда статей УК. Государственному бюро расследований было поручено начать досудебное следствие. Делом занималась и Служба безопасности Украины.

### Российско-украинская война
Приход к власти Владимира Зеленского способствовал активизации Минского процесса. Тем не менее, как отмечают СМИ, украинские власти понимают, что выполнение ими минских соглашений превратит Донбасс в альтернативный, неподконтрольный украинскому руководству центр влияния на внешнюю и внутреннюю политику государства.

#### 2019

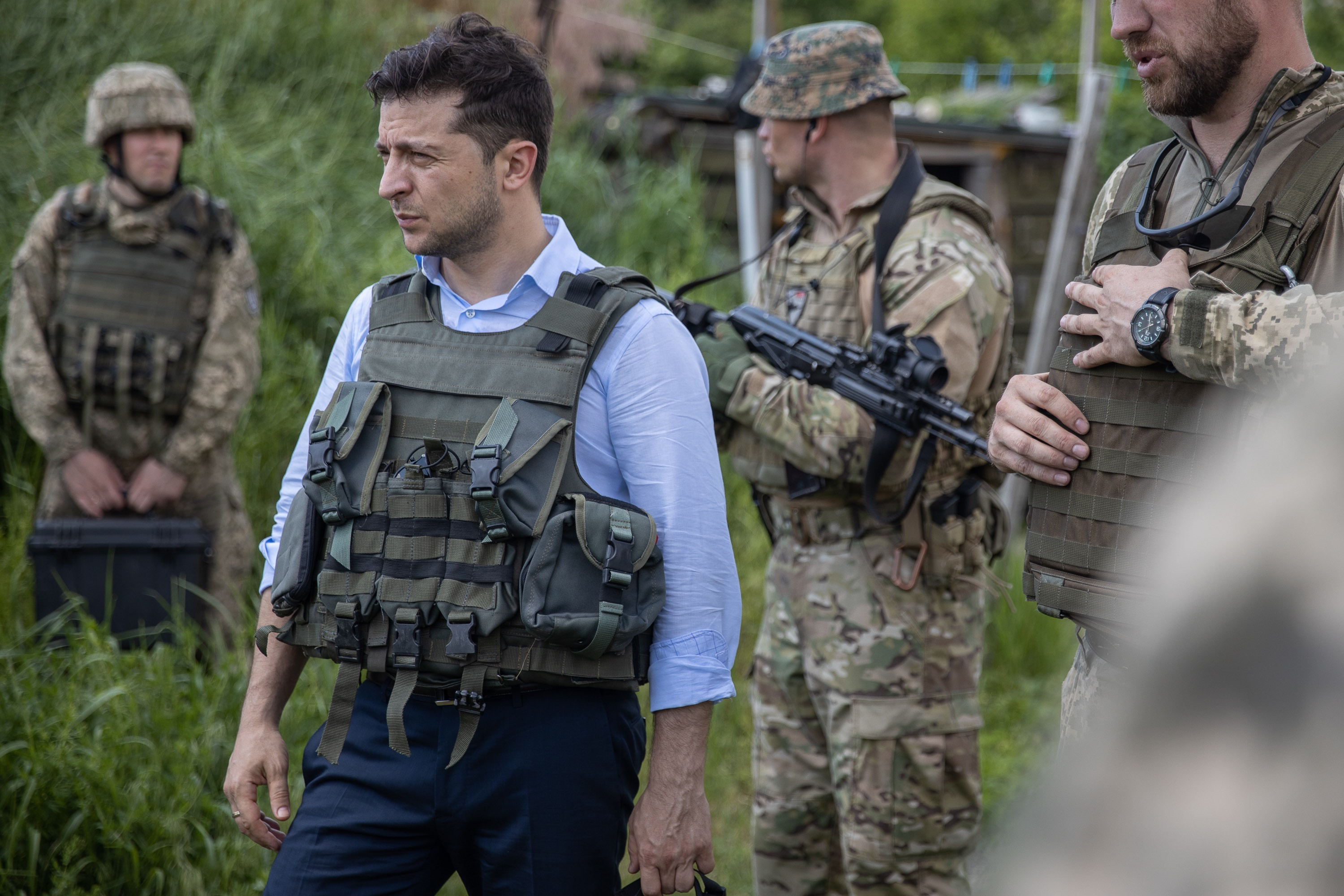
Владимир Зеленский во время посещения передовых позиций ВСУ, 27 мая 2019 года

В течение мая — июня Владимир Зеленский несколько раз контактировал с федеральным канцлером Германии Ангелой Меркель и президентом Франции Эмманюэлем Макроном с целью активизации усилий для возвращения мира на Донбасс, в том числе в рамках нормандского формата, и согласовал с ними первые совместные шаги в этом направлении. В частности, была достигнута договорённость о проведении нового саммита в «нормандском формате» с участием России.
27 мая Зеленский впервые посетил Донбасс в качестве главы государства. Он осмотрел позиции ВСУ в Станице Луганской и населённом пункте Счастье, выслушал доклад командующего ООС Александра Сырского.
3 июня Зеленский назначил Леонида Кучму представителем Украины в Трёхсторонней контактной группе по урегулированию в Донбассе (ТКГ).
К 1 июля было осуществлено разведение сил и средств на участке линии соприкосновения в районе Станицы Луганской.
8 июля Зеленский обратился к президенту России Владимиру Путину через Facebook с предложением провести переговоры в Минске с участием Великобритании, Германии, США и Франции. Среди предложенных к обсуждению тем были названы принадлежность Крыма и конфликт на востоке Украины. Госдепартамент США, однако, не поддержал предложение Владимира Зеленского об изменении формата переговоров по ситуации в Донбассе.
11 июля состоялся первый телефонный разговор между Владимиром Зеленским и президентом России Владимиром Путиным. Как сообщил пресс-секретарь российского президента Дмитрий Песков, телефонный разговор состоялся по инициативе украинской стороны. По его словам, президенты обсудили ситуацию в Донбассе, а также работу «по возвращению удерживаемых с обеих сторон лиц». Позже пресс-служба президента Украины сообщила, что главной темой беседы было освобождение моряков, задержанных в районе Керченского пролива, а также «других граждан Украины, которые удерживаются на территории России». На следующий день в Париже прошла встреча внешнеполитических советников и помощников лидеров стран «нормандской четвёрки», на которой была достигнута договорённость об обмене пленными, о перемирии на период сбора урожая и о разминировании в Станице Луганской. Перемирие было сорвано в начале агвгуста.
5 августа Зеленский назначил новым командующим операцией объединённых сил (ООС) в Донбассе генерал-лейтенанта Владимира Кравченко.
В районе Станицы Луганской после разведения войск было проведено разминирование местности и восстановлен мост, взорванный Украиной в 2015 году.
Зеленский продолжал настаивать на скорейшем проведении саммита «нормандской четвёрки». Помощник Владимира Путина Юрий Ушаков в качестве предварительного условия требовал выполнения договорённостей предыдущего саммита 2016 года, а также согласования «формулы Штайнмайера», касающейся вступления в силу закона об особом статусе Донбасса.
7 сентября между Украиной и Россией состоялся обмен удерживаемых лиц в формате «35 на 35».
11 сентября советники лидеров Германии, России, Украины и Франции согласовали общую редакцию «формулы Штайнмайера». 1 октября Контактная группа по Донбассу со второй попытки утвердила в письменном виде единую редакцию «формулы Штайнмайера» и согласовала разведение сил в Петровском и Золотом. Согласование «формулы Штайнмайера» вызвало в Украине протесты, сторонники которых обвинили власть в предательстве национальных интересов. 3 октября на фоне этих протестов Зеленский выступил с видеообращением, в котором фактически заявил, что украинская сторона согласовала «формулу Штайнмайера» исключительно ради того, чтобы состоялся саммит в «нормандском формате».
Разведению войск в районе населённых пунктов Петровское и Золотое пытались помешать ветераны-добровольцы из батальона «Азов» под командованием Андрея Билецкого.
В этот период Владимир Зеленский заявил, что для него «нормандский формат» — «это ещё и возможность возвращения вопроса Крыма». В ответ пресс-секретарь президента России Дмитрий Песков заявил, что в Москва отказывается обсуждать Крым.
12 ноября были успешно разведены войска на последнем пилотном участке возле села Петровское, что было последним условием проведения саммита в «нормандском формате».

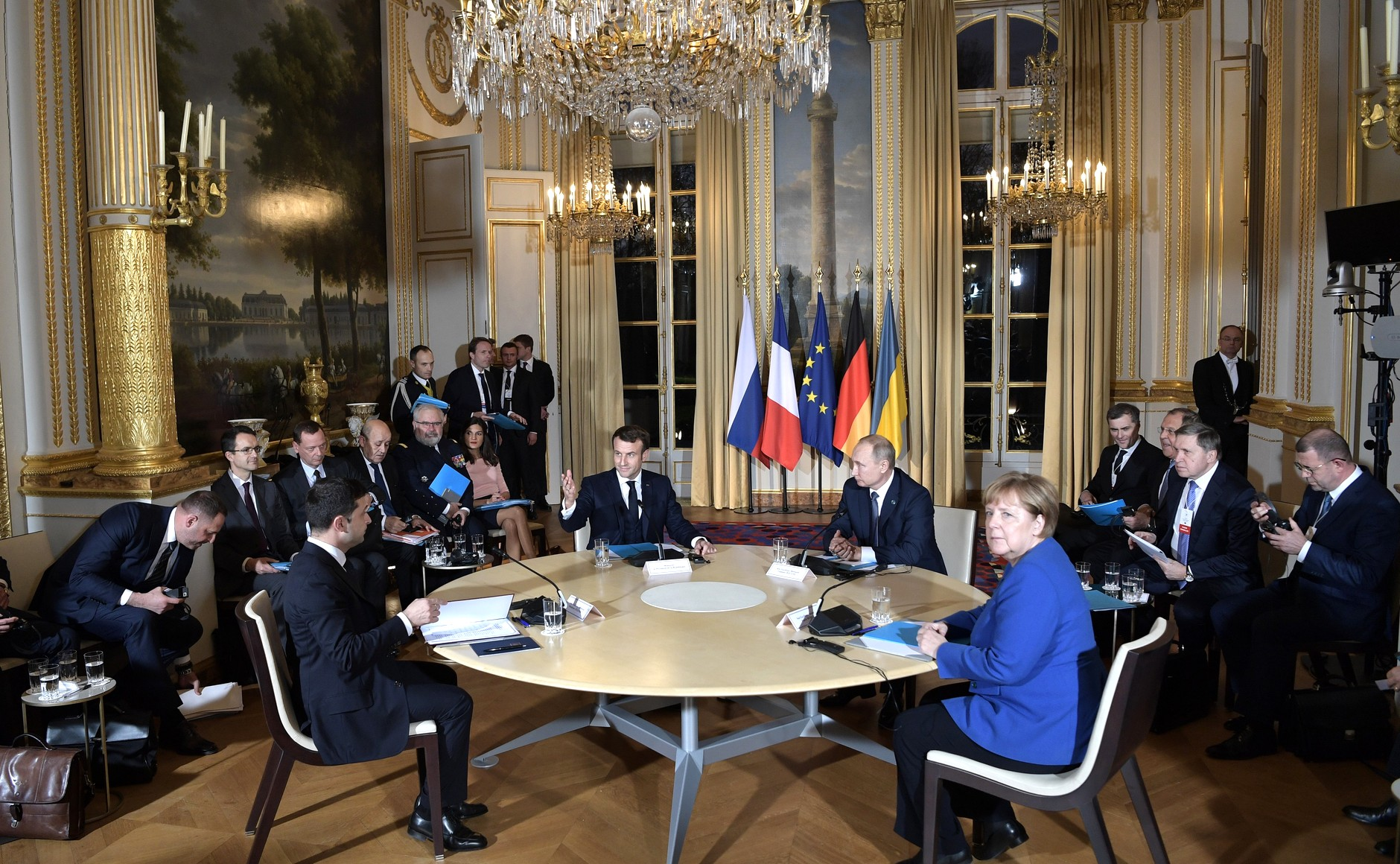
Встреча в «нормандском формате». Париж, 9 декабря 2019 года

Саммит, прошедший в Париже 9 декабря, стал первой встречей лидеров в «нормандском формате» с 2016 года. В ходе саммита также состоялась первая двусторонняя встреча президентов Путина и Зеленского. Как было заявлено в итоговом коммюнике, участники встречи:
- подтвердили приверженность минским соглашениям по Донбассу;
- договорились поддержать Контактную группу в обеспечении полного прекращения огня до конца 2019 года и разведения сил в трёх новых пунктах к концу марта 2020 года;
- договорились провести обмен пленными по формуле «всех на всех» до конца 2019 года;
- выступили за внесение «формулы Штайнмайера» в украинское законодательство, в соответствии с версией, согласованной в «Нормандском формате» и Трёхсторонней контактной группе;
- выразили заинтересованность в согласовании всех правовых аспектов особого статуса Донбасса с целью обеспечения его функционирования на постоянной основе;
- поддержали расширение миссии ОБСЕ с тем, чтобы она могла следить за режимом прекращения огня круглосуточно и без выходных;
- поддержали предоставление Красному Кресту и другим международным организациям полного доступа ко всем задержанным лицам в Донбассе.
- договорились провести новую встречу в «нормандском формате» в течение четырёх месяцев[97][98].

Нерешённым остался вопрос закрепления в украинской конституции особого статуса для ОРДЛО.

#### 2020
В своём дебютном выступлении на 56-й Мюнхенской конференции по вопросам безопасности (февраль 2020 года) Владимир Зеленский, в частности, предложил по-новому разводить силы на линии противостояния в Донбассе — по секторальному принципу, при котором «переход от одного сектора к следующему возможен только после того, как специальная мониторинговая миссия ОБСЕ верифицирует, что в секторе отсутствуют какие-либо незаконные вооружённые формирования, войска и военная техника».
С июня 2020 года Офис президента Украины заявил о включении в украинскую делегацию в рамках ТКГ представителей отдельных районов Донецкой и Луганской областей (проживающих на территории, подконтрольной Украине). Представителями Донецкой области в ТКГ стали журналисты Денис Казанский и Сергей Гармаш, которые в 2014 году покинули Донецк в связи с военными действиями. Луганскую область представляют юрист и общественник Вадим Горан, а также известный врач Константин Либстер.
В конце июля главой украинской делегации в ТКГ был назначен бывший первый президент Украины Леонид Кравчук.

### Отношения со СМИ
Практически с первых дней президентства Зеленского органами власти осуществлялось давление на медиахолдинг «Новости» бизнес-партнёра Виктора Медведчука Тараса Козака, в который входили телеканалы «NewsOne», 112.Украина, ZIK.
2 февраля 2021 года Владимир Зеленский подписал указ о введении санкций против ведущих оппозиционных телеканалов 112 Украина, NewsOne и ZIK, которые сразу же были отключены от эфира. Эти телеканалы связывают с одним из лидеров партии «Оппозиционная платформа — За жизнь» Виктором Медведчуком. Пресс-секретарь президента Украины Юлия Мендель заявила, что блокировка оппозиционных телеканалов связана с защитой национальной безопасности, поскольку они «превратились в инструмент пропаганды, используемый в интересах другого государства», и «подтверждено финансирование этих каналов из России».

### Зеленский и Коломойский
В ходе предвыборной кампании команда Петра Порошенко неоднократно намекала на то, что основным спонсором и человеком, стоящим за спиной Зеленского, является бизнесмен Игорь Коломойский. Сам Коломойский отказывался признавать эти обвинения, а 27 апреля в интервью телеканалу НТВ заявил, что он «максимум готов консультировать в чём-то» Владимира Зеленского после того, как тот вступит в должность президента. Он также сказал, что за предыдущие полгода он давал Зеленскому советы «один или два раза». «Я готов помогать ему советами, иногда помогаю, но это не массовое явление», — подчеркнул Коломойский. Он отметил, что желал победы Зеленского, и надеется, что тот справится с «большим грузом», который на себя взвалил, что он и сделал 16 мая.
В интервью Bigus.info 7 мая 2019 года Игорь Коломойский заявил: «Из действующего Кабмина, кроме Арсена Авакова, больше некого отметить. Он должен остаться в правительстве. Что бы в стране ни происходило, он является фундаментом. Я считаю, что он — фактор стабильности в стране». Аваков стал единственным министром правительства Гройсмана, сохранившим свой пост при Зеленском, в новом правительстве Гончарука, а затем и в правительстве Шмыгаля.
15 ноября 2019 года после публикации интервью Коломойского американской газете The New York Times, в котором он высказался о необходимости как можно скорее наладить отношения Украины и России и обвинил США в том, что они просто используют Украину для ослабления России, пресс-секретарь Зеленского Юлия Мендель заявила, что Коломойский не является ни представителем правительства, ни членом команды президента Украины Владимира Зеленского и не может выступать от имени страны.
Приватбанк, более 41,5 % акций которого принадлежали Коломойскому, был национализирован в декабре 2016 года. Коломойский пытается через суд добиться признания национализации незаконной и отменить уже вынесенное решение, предписывающее ему возместить убытки государства, понесённые после национализации Приватбанка: для компенсации «плохих» кредитов, розданных, согласно заявлениям руководства Национального банка Украины, структурам, близким к Коломойскому и его бизнес-партнёрам госбюджету пришлось потратить 5 млрд долларов. Состояние самого Коломойского оценивается примерно в 1,6 млрд долларов. Национализация Приватбанка была согласована с Международным валютным фондом, который требует от властей Украины гарантий того, что Приватбанк не будет возвращён прежним собственникам.
5 марта 2021 года США ввели санкции против Игоря Коломойского, его жены и детей. Им запрещён въезд на территорию США. Коломойского обвинили в коррупции на посту губернатора Днепропетровской области в 2014—2015 годах. Как заявил госсекретарь США Энтони Блинкен, «в официальном качестве губернатора… Коломойский участвовал в коррупционных действиях, которые подорвали верховенство закона и веру украинцев в демократические институты правительства, в том числе использовал свое политическое влияние и официальные полномочия для личной выгоды». Он добавил, что США обеспокоены «постоянными усилиями Коломойского по подрыву демократических процессов и институтов на Украине».

### Зеленский и Медведчук
Ещё 22 апреля 2019 года, сразу же после победы Зеленского на выборах, спикер его предвыборного штаба Дмитрий Разумков заявил, что в команде Зеленского сомневаются в эффективности привлечения к процессу обмена военнопленными и заложниками председателя политсовета партии «Оппозиционная платформа — За жизнь» Виктора Медведчука, известного своей близостью к президенту России Владимиру Путину.
24 мая глава Администрации президента Украины Андрей Богдан заявил, что не считает возможным использование Медведчука в качестве представителя украинской стороны на переговорах с Россией. Сам Медведчук в интервью газете «Взгляд» заявил, что не будет участвовать в переговорах по Донбассу при новом президенте Украины.
27 июня, когда стало известно, что Виктор Медведчук договорился с руководителями Донецкой и Луганской народных республик Денисом Пушилиным и Леонидом Пасечником о передаче украинской стороне четырёх украинских пленных, приговорённых судебными органами непризнанных республик к длительным срокам заключения, эта договорённость вызвала у украинского руководства болезненную реакцию. Позднее дополнительным раздражителем для окружения президента Украины и самого Владимира Зеленского стала активность Медведчука в отношении судьбы задержанных российскими властями украинских моряков — Зеленский не раз давал понять, что возвращение на родину украинских моряков он курирует лично.
8 июля Зеленский присоединился к государственным ведомствам, политическим и общественным деятелям Украины, развернувшим масштабную кампанию противодействия в отношении телемоста «Надо поговорить» между Россией и Украиной, организацию которого анонсировали телеканалы «Россия-24» и «NewsOne» (второй входит в холдинг «Новости» бизнес-партнёра Виктора Медведчука Тараса Козака). Зеленский назвал эту акцию «дешёвым, но опасным PR-ходом перед выборами», «направленным на разделение украинцев». Пресс-центр СБУ на официальном сайте разместил документ «О мерах противодействия антиукраинской деятельности». Генпрокуратура Украины возбудила уголовное дело в отношении канала «NewsOne», расценив планировавшуюся акцию как «покушение на совершение государственной измены путём предоставления информационной поддержки подрывной деятельности против Украины». Национальный совет Украины по вопросам телевидения и радиовещания (НСТР) назначил внеплановую проверку телеканала, обвинив его в «разжигании вражды в украинском обществе» В результате канал «NewsOne» был вынужден объявить об отмене телемоста из-за «массовых информационных атак» и угроз в адрес самого канала и его сотрудников.
В начале августа 2019 года НСТР инициировал внеплановую проверку пяти компаний, вещающих в Киеве с логотипом «112.Украина», — ещё одного телеканала из холдинга «Новости». 5 сентября украинские СМИ сообщили о решении НСТР начать внеплановую проверку телеканала ZIK, который также входит в холдинг «Новости». В начале сентября стало известно, что НСТР намерен через суд добиться лишения телеканала «NewsOne» лицензии на эфирное вещание в связи с неоднократными нарушениями национального законодательства.
Секретарь СНБО Украины Александр Данилюк заявлял в интервью Би-би-си, что считает политическую позицию Медведчука угрозой Украине в связи с его «чёткой пророссийской ориентацией». Сам Владимир Зеленский 31 августа в интервью, приуроченном к первым ста дням его правления, заявил, что украинским властям известны источники финансирования партии Виктора Медведчука: «Там есть ещё большие вопросы, это его партия или там временное объединение, и кто они такие. Есть большие вопросы, откуда у них деньги на финансирование партии, откуда деньги на финансирование каналов. У нас есть ответы: объёмы кэша, откуда и из какой страны они всё это получают. И это будет очень громкая история, которая очень плохо закончится»,— заявил Зеленский.
<…>
В июле 2020 года Зеленский заявил, что уверен в получении Медведчука финансирования из России. В октябре 2020 года, после встречи Медведчука с премьер-министром РФ Михаилом Мишустиным, Россия разрешила поставки оборудования и продукции трёх украинских компаний — компании «Брацлав», Барского машиностроительного завода и Рубежанского картонного комбината.
<…>
В декабре 2020 года Виктор Медведчук заявлял о намерении получить официальное разрешение на производство российской вакцины от коронавируса на территории Украины. Медведчук побывал в Москве, встретившись с руководством Российского фонда прямых инвестиций (РФПИ) и НИЦ эпидемиологии и микробиологии имени Гамалеи. После переговоров в российской столице он заявил, что производство российской вакцины «Спутник V» на территории Украины могло бы решить задачу вакцинации населения. Однако 20 декабря в интервью газете The New York Times Зеленский, признав, что Украина не может получить западные вакцины для борьбы с новой коронавирусной инфекцией, в то же время заявил, что Украина готова закупать какие угодно вакцины, кроме российских.
2 февраля 2021 года президент Зеленский своим указом ввёл санкции против депутата от «Оппозиционной платформы — за жизнь» (ОПЗЖ) Тараса Козака, результатом которых стал отзыв лицензий трёх популярных оппозиционных каналов — «112 Украина», NewsOne и ZIK, показавших фрагмент встречи Медведчука с президентом РФ Путиным. Пресс-секретарь президента Украины Юлия Мендель заявила, что блокировка оппозиционных телеканалов связана с защитой национальной безопасности, поскольку они «превратились в инструмент пропаганды, используемый в интересах другого государства», и «подтверждено финансирование этих каналов из России».
19 февраля СНБО ввёл санкции в отношении Медведчука, его жены — известной телеведущей Оксаны Марченко — и ряда связанных с ним физических и юридических лиц. Как объявил секретарь СНБО Алексей Данилов, санкции введены на три года по делу о финансировании терроризма на всё имущество Медведчука, на пять самолётов, которые осуществляли перелёты по маршруту Киев—Москва, а также на обслуживающие их компании.
В мае 2021 года Медведчуку были предъявлены обвинения в незаконной перерегистрации в Крыму украинского газового месторождения. Уголовное преследование лидера одной из ведущих оппозиционных партий вызвало резкую реакцию со стороны российского президента Владимира Путина. В октябре Медведчуку были предъявлены новые обвинения. Как сообщила генпрокурор Украины Ирина Венедиктова, он подозревается в государственной измене и «содействии деятельности террористической организации». По версии следствия, в конце 2014 года Медведчук организовал контрабанду угля с «временно оккупированных территорий Донбасса», «способствуя деятельности террористических организаций „ЛНР“ и „ДНР“». Обвинение утверждает, что Медведчук действовал по указаниям российского руководства, подрывая экономическую безопасность Украины. По данным следствия, в течение 2015 года за поставки угля с «временно оккупированных территорий» было перечислено и обналичено не менее 200 млн гривен, не считая средств, уплаченных в наличной форме. Как утверждается, эти деньги ушли руководству непризнанных республик Донбасса.

### Зеленский и Ахметов
26 ноября 2021 года на встрече с прессой президент Украины Владимир Зеленский заявил о получении информации о том, что «1 декабря в нашей стране будет государственный переворот», в который может быть вовлечён крупный украинский предприниматель Ринат Ахметов (Forbes оценивает его состояние в 7,6 млрд долларов). Ахметов в ответ обвинил Зеленского во лжи. В связи с этим издание «Коммерсантъ» отметило, что Зеленский находится в состоянии фактической медиа-войны с Ахметовым с начала ноября. Весь месяц телеканалы медиахолдинга Ахметова «Украина» и «Украина24» атакуют президента и его команду, предоставляя эфир таким противникам Зеленского, как бывший президент Пётр Порошенко, экс-спикер Верховной рады Дмитрий Разумков, экс-глава МВД Арсен Аваков, лидер «Батькивщины» Юлия Тимошенко.
Владимир Зеленский оказался в положении, когда против него единым фронтом выступили политики, обладающие, как и он, самым высоким рейтингом в стране. Причиной этих согласованных действий в Киеве называют конфликт Зеленского с Ринатом Ахметовым. Отмечают, что информационная атака совпала с подписанием президентом «закона об олигархах», который крайне негативно был воспринят Ринатом Ахметовым.

### Зеленский и Аваков
В мае 2019 года после победы Зеленского на президентских выборах олигарх Игорь Коломойский в интервью РБК-Украина отметил, что Аваков один из немногих "приличных людей" в прошлой власти и имеет все шансы не только остаться, но, возможно, пойти на повышение.
14 июля 2021 года Аваков лишился должности Министра внутренних дел Украины. Произошло это совершенно неожиданно и без особых конфликтов, митингов. Ни президент, ни премьер Денис Шмыгаль так и не объяснили депутатам, почему Аваков увольняется. Журналисты «Украинской правды» утверждают, что за этим увольнением кроются скрытые обиды, неприязнь министра с главой Офиса Президента, сложные разговоры с президентом. Журналисты BBC утверждают, что Аваков был не согласен с работой Совета национальной безопасности и обороны при Зеленском, в первой половине 2021 года через СНБО регулярно проводили резонансные решения, такие как введение внесудебных санкций в отношении отдельных лиц. В частности, в конце июня 2021 Аваков на пару с главой Верховной Рады Разумковым не поддержал введение санкций против Павла Фукса. Фукс — давний знакомый Авакова. Издание "hromadske.ua" писало, что Аваков и Фукс были участниками договоренности о распределении власти в Харькове. Однако все возможные причины отставки отставки — лишь главный мотив Офиса Президента — избавиться от влиятельного политического противника, который никогда не входил в команду Зеленского.
Позже Аваков говорил, что ушел в отставку, поскольку не хотел принимать участие в "некоторых вещах, с которыми не согласен". Также Аваков утверждал не последнюю роль в его отставке сыграла конфликтная ситуация в 87 округе в Ивано-Франковской области в марте 2021, где победил кандидат от «Слуги народа» и силач Василий Вирастюк. Бывший министр МВД был категорически против освобождения от должности главы «Нафтогаза» Андрея Коболева, назвав это "фундаментальной ошибкой". Аваков назвал своего преемника на посту министра внутренних дел Дениса Монастырского "интеллигентным и порядочным человеком", но добавил, что министр не может быть "министром чего хотите", а должен сказать "твердое нет".
9 ноября 2021 года в эфире телеканала «Украина 24» Аваков заявил, что президент Владимир Зеленский становится авторитарным правителем, то есть "попал в ловушку", из которой "очень тяжело выйти". Бывший министр внутренних дел заявил, что сформирует свою оппозиционную коалицию с такими политиками, как бывшие премьер-министры страны Арсений Яценюк, Юлия Тимошенко, Владимир Гройсман, экс-глава СБУ Игорь Смешко и лидер «Радикальной партии» Олег Ляшко. Также он посчитал, что эту команду может войти бывший спикер Верховной рады Дмитрий Разумков.

### Резонансные акции
24 августа 2019 года Зеленский объявил об учреждении Дня памяти погибших за независимость, суверенитет и территориальную целостность страны, который будет праздноваться 29 августа (как объяснили в офисе президента, в этот день в 2014 году в Иловайском котле погибло наибольшее число военнослужащих за всё время конфликта в Донбассе).
В отличие от Петра Порошенко, при котором в День независимости Украины 24 августа в центре Киева проводились военные парады с демонстрацией техники и вооружений, Зеленский от проведения военных парадов отказался. В 2019 году вместо парада был проведён «Марш достоинства». Ветеранские, патриотические и националистические организации провели альтернативную акцию — «Марш защитников Украины». В 2020 году Зеленский выступил на пустой площади с обещанием провести парады победы в Крыму и Донбассе, а затем уступил место у микрофона звёздам украинской поп-сцены. Оппозиционные силы вновь провели «Марш защитников Украины», колонны которого заняли сразу несколько центральных улиц Киева.
В октябре 2021 года в Киеве прошли мероприятия, приуроченные к 80-летию массовых расстрелов в Бабьем Яре. В мероприятиях приняли участие президенты Израиля и Германии Ицхак Герцог и Франк-Вальтер Штайнмайер.

### Резонансные заявления
Во время визита в Польшу в январе 2020 года для участия в памятных мероприятиях в связи с 75-й годовщиной освобождения концлагеря Освенцим Владимир Зеленский поддержал польскую интерпретацию событий, предшествовавших Второй мировой войне, и в своих заявлениях пошёл даже дальше. Выступая на брифинге после встречи с польским президентом Анджеем Дудой, он обвинил Советский Союз не только в развязывании Второй мировой войны, но и в «запуске» Холокоста: «Польша и польский народ первыми почувствовали на себе сговор тоталитарных режимов. Это привело к началу Второй мировой войны и позволило нацистам запустить смертоносный маховик Холокоста». На официальном сайте президента фрагмент видеозаписи выступления в Польше, где он говорит про СССР и Холокост, отсутствует.

### Конфликт с Конституционным судом
Конфликт между президентом Зеленским и Конституционным судом Украины разразился после того, как 27 октября 2020 года суд отменил ст. 366-1 УК Украины о недостоверном декларировании, незаконном обогащении и подаче электронных деклараций. Система электронного декларирования на Украине появилась в 2016 году при президенте Порошенко и имела целью предотвращение коррупционных махинаций и выявление незаконного имущества у госслужащих, которые обязаны отчитываться не только о своих доходах, но и о доходах ближайших родственников. В ответ на решение КСУ Владимир Зеленский 29 октября от своего имени внёс в Верховную раду законопроект «О восстановлении общественного доверия к конституционному судопроизводству», который предусматривал лишение судей КСУ полномочий и начало процедуры назначения нового состава КСУ. Согласно законопроекту, решение, принятое судом 27 октября, предложено признать ничтожным.
Зеленский призвал фракцию «Слуга народа» принять «жёсткое решение», то есть поддержать его законопроект, или же ожидать «противостояния на улицах». По мнению Зеленского, решение КСУ представляет собой «заговор части старых элит и олигархов против президента и против страны». В свою очередь, председатель КСУ Александр Тупицкий заявил, что действия главы государства «имеют признаки конституционного переворота».
29 декабря 2020 года Зеленский отстранил Александра Тупицкого от должности председателя Конституционного суда сроком на два месяца. Конституционный суд, однако, счёл решение президента незаконным и отказался выполнять указ.
9 декабря 2021 года против председателя КСУ Александра Тупицкого были введены санкции США с формулировкой «за серьёзные коррупционные действия, включая получение денежной взятки во время службы в украинской судебной системе. Супруга Тупицкого Ольга Тупицкая также фигурирует как участница коррупционного деяния».

### Спецоперация против сотрудников «ЧВК Вагнера»
В августе 2020 года СМИ стало известно о провале спецоперации украинских спецслужб по выманиванию на Украину сотрудников «ЧВК Вагнера», которым собирались предъявить обвинения в участии в вооружённом конфликте на Донбассе. Белорусские спецслужбы, получив предупреждение из Украины, задержали в Минске 33 предполагаемых «вагнеровцев», ожидавших вылета за границу, обвинив их в подготовке беспорядков накануне президентских выборов, а позднее, когда обвинения не подтвердились, передали России. После этого Владимира Зеленского и его окружение на Украине обвинили в срыве тщательно спланированной операции. Первым о том, что спецоперацию по поимке «вагнеровцев» остановили по указанию офиса президента, сообщил главный редактор издания «Цензор» Юрий Бутусов.
В ноябре 2021 года были опубликованы результаты расследования интернет-издания Bellingcat, которое подтвердило, что операция была свёрнута в последний момент по указанию политического руководства Украины. Публикация спровоцировала шквал новых обвинений в адрес президента Зеленского и главы его офиса Андрея Ермака. Отвечая 26 ноября на вопросы журналистов, связанные с этой публикацией, Зеленский назвал операцию плохо продуманной, а одного из её ключевых кураторов — бывшего начальника Главного управления разведки Минобороны Украины Василия Бурбу — обвинил в непрофессионализме и назвал авантюристом и аферистом.

### Местные выборы
15 июля 2020 года Верховная рада утвердила распоряжение о проведении 25 октября 2020 года очередных местных выборов. При этом проведение местных выборов на территории отдельных районов Донецкой и Луганской областей (ОРДЛО) не предусматривалось. Голосование в этих регионах, согласно утверждённому документу, будет возможно только при условии «окончания временной оккупации и вооружённой агрессии Российской Федерации против Украины». Как заявил Андрей Ермак, «на территории, где могут пройти выборы, не должно быть ни вооружённых иностранцев, ни незаконных вооружённых формирований, граница должна быть под контролем правительства Украины».
Одновременно с местными выборами по инициативе Зеленского был проведён всенародный опрос, призванный, как он дал понять, символизировать украинское народовластие. Опрос финансировался не из бюджета, а из средств президентской партии «Слуга народа». С самого начала было известно, что его результаты не будут иметь юридической силы. Вопросы, которые были заданы населению Украины:
- Нужно ли вводить пожизненное заключение за коррупцию в особо крупных масштабах?
- Нужно ли сократить число депутатов Верховной рады с 450 до 300?
- Нужно ли легализовать марихуану в медицинских целях?
- Следует ли создать свободную экономическую зону в Донбассе?
- Нужно ли вынести вопрос о соблюдении Будапештского меморандума на международный уровень?[171].

На местных выборах пропрезидентская партия «Слуга народа» получила 17,59 % голосов — значительно меньше, чем в 2019 году на выборах парламентских, после которых она взяла под свой контроль Верховную раду. Выборы продемонстрировали рост поддержки сил, выступающих за более тесные связи с Россией. Прежде всего речь идет об «Оппозиционной платформе — за жизнь», которая финишировала в тройке лидеров в целом ряде местных советов Востока и Юга.

### Санкции против украинских политиков, чиновников и бывших руководителей Украины
9 апреля 2021 года Зеленский ввёл санкции против бывшего президента Украины Виктора Януковича. Также под санкции попали: бывший премьер-министр Николай Азаров, бывшие депутаты Верховной рады Александр Бобков и Вадим Колесниченко, бывший председатель Совета министров Автономной Республики Крым (АРК) Сергей Аксёнов, бывший руководитель Главного управления МВД Украины в АРК Сергей Абисов и его заместитель Николай Федорян, бывший руководитель Севастопольского управления СБУ Пётр Зима, бывший председатель Верховного Совета АРК Владимир Константинов, бывшие министры обороны Павел Лебедев и Дмитрий Саламатин, бывший прокурор АРК Наталья Поклонская, бывший генеральный прокурор Виктор Пшонка, бывший глава Национального банка Игорь Соркин и бывший министр образования Дмитрий Табачник.

## Внешняя политика

### Отношения с Россией

#### 2019
В своих первых заявлениях по вопросам внешней политики Украины Владимир Зеленский дал понять, что намерен продолжить курс на восстановление суверенитета и территориальной целостности Украины и дальнейшее развитие её европейской и евроатлантической интеграции, призвал США и Евросоюз ужесточить санкции против России, чтобы помочь Украине справиться с «российской агрессией», подчеркнул, что рассчитывает на поддержку ЕС на переговорах по транзиту российского газа через газотранспортную систему Украины после 2019 года и на «солидарную позицию ЕС в вопросе противодействия реализации строительства газопровода „Северный поток-2“».
28 мая, через неделю после вступления Владимира Зеленского в должность, спецпредставитель Госдепартамента США по вопросам Украины Курт Волкер, отвечая на вопросы мировых СМИ, разъяснил политику США по отношению к Украине после прошедших там президентских выборов и американское видение урегулирования в Донбассе. Назвав борьбу с коррупцией одной из главных задач нового украинского руководства, Волкер уклонился от оценок деятельности прежнего руководства и причин поражения Порошенко на выборах и заявил, что тот «проделал огромную работу, направленную на проведение преобразований на Украине». Далее Волкер в своих ответах фактически представил Владимира Зеленского продолжателем реформ, начатых Порошенко, но призвал проводить их ещё более решительно. Значительная часть высказываний Курта Волкера касалась конфликта в Донбассе и путей его урегулирования. Волкер заявил, что с точки зрения выполнения Минских соглашений «Украина не может сделать больше, чем она уже сделала», и назвал причиной конфликта «российскую оккупацию».

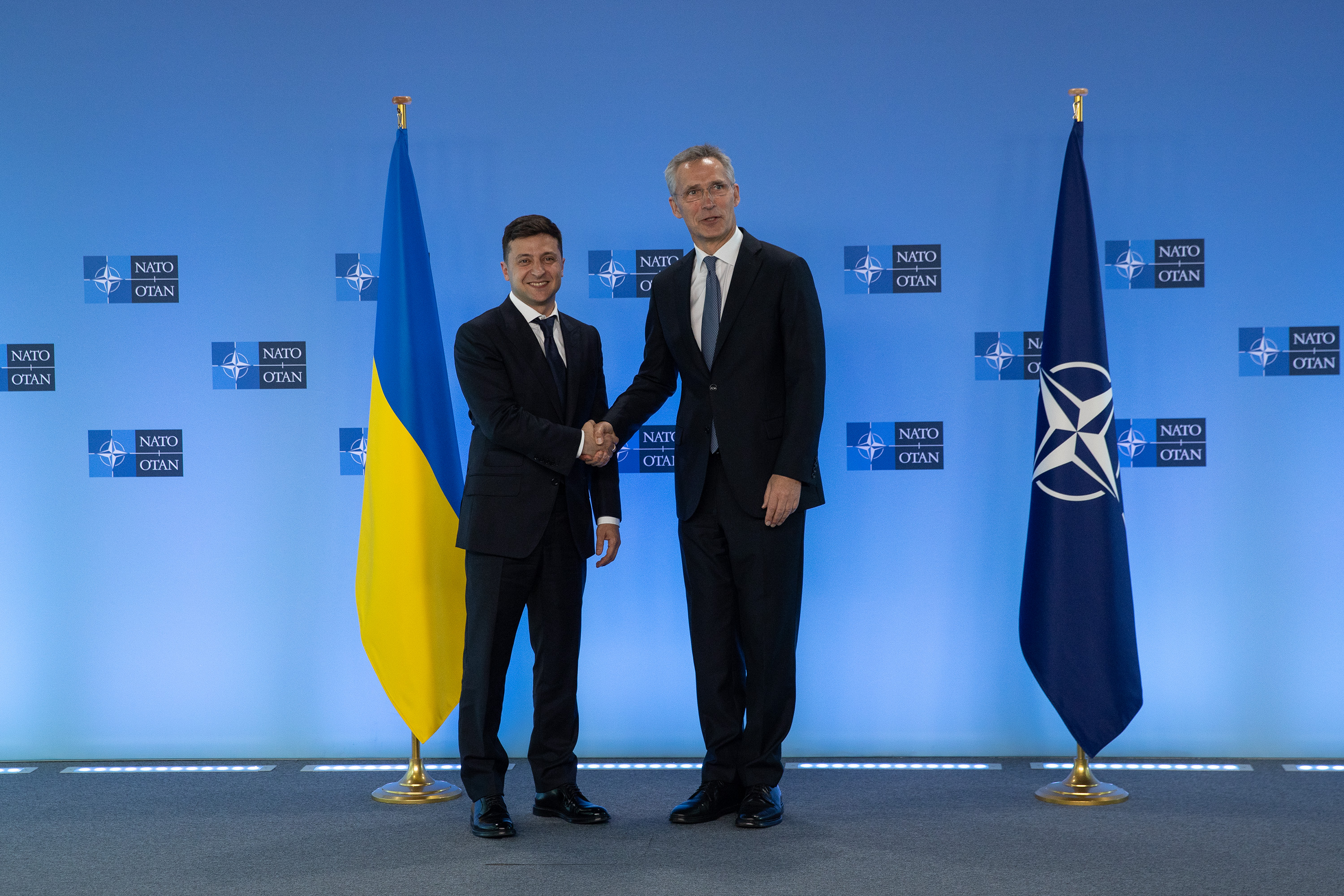
Владимир Зеленский и Йенс Столтенберг в штаб-квартире НАТО, Брюссель, 4 июня 2019 года

Первый зарубежный рабочий визит Зеленского в Брюссель — «столицу» Евросоюза и НАТО — состоялся 4-5 июня. Заявления, которые он делал в ходе этого визита, почти не отличались от риторики Порошенко, что было призвано продемонстрировать неизменность внешнеполитического курса Украины. В ходе переговоров с руководителями ЕС Зеленский отметил особую роль Евросоюза в сдерживании «российской агрессии против Украины и преодолении последствий, вызванных ею», заявил, что курс на обретение полноправного членства в Евросоюзе и НАТО остаётся неизменным внешнеполитическим приоритетом Украины, закреплённым в её Конституции.
17—18 июня Зеленский нанёс официальные визиты в Париж и Берлин. Проведённые здесь переговоры показали, что Зеленский продолжает курс Порошенко, придерживаясь жёсткой позиции в отношении России. Одной из главных тем переговоров стало прекращение военного конфликта на востоке Украины. Зеленский заявил, что «Европа не сможет чувствовать себя в полной безопасности, пока Россия делает вид, что международного права просто не существует. Никто не хочет, чтобы Украина становилась пороховой бочкой, где Крым и Донбасс — бикфордов шнур». Как и Порошенко, Зеленский настаивает на сохранении дипломатического и санкционного давления на Россию. Уточнил он свою позицию и относительно возможности прямых переговоров Киева с представителями непризнанных Донецкой и Луганской народных республик: «Мы не готовы на диалог с сепаратистами. Мы готовы действовать в минском формате, продолжать в минском формате взаимоотношения, прекратить огонь», — заявил Зеленский.
25 июня Зеленский выразил разочарование решением ПАСЕ, позволившим вернуть без ограничений полномочия российской делегации: «На прошлой неделе я лично обсуждал этот вопрос с президентом Франции и с федеральным канцлером Германии. Пытался убедить господина Макрона и госпожу Меркель, что возвращение российской делегации в ПАСЕ возможно лишь после того, как Россия выполнит принципиальные требования Ассамблеи. Жаль, что наши европейские партнеры нас не услышали и поступили иначе», — написал Зеленский на своей странице в соцсети Фейсбук.
В начале июля Зеленский совершил рабочую поездку в Канаду. На переговорах с премьер-министром Джастином Трюдо канадская сторона сообщила, что приняла решение добавить Украину в список стран, которым разрешено продавать канадское оружие.
6 июля Зеленский заявил, что, по его мнению, лишь президент США Дональд Трамп способен остановить строительство газопровода «Северный поток-2», поскольку для Европы «вопрос уже давно решён», причём мнение Украины никого не интересует: «Ни Меркель, ни Макрон не будут влиять на продолжение „Северного потока“, потому что на них очень сильно влияет их локальный бизнес… Единственное решение этого вопроса — у меня состоится встреча с президентом США».
8 июля в Киеве прошёл 21-й саммит Украина-ЕС с участием президента Европейского совета Дональда Туска и президента Европейской комиссии Жан-Клода Юнкера. Стороны обсудили программу макрофинансовой помощи. Совместно с Дональдом Туском Зеленский совершил рабочую поездку в Станицу Луганскую.
8 июля Владимир Зеленский обратился к президенту России Владимиру Путину с предложением провести переговоры в Минске с участием Великобритании, Германии, США и Франции. Среди предлагавшихся к обсуждению тем — принадлежность Крыма и конфликт на востоке Украины. 11 июля президент России Владимир Путин заявил, что Россия готова к расширенной встрече в нормандском формате после формирования правительства и парламента Украины, но уточнил, что не в курсе, как на предложение Украины «реагируют» другие потенциальные участники встречи. Тем временем представитель Госдепартамента США в беседе с ТАСС сообщила, что Госдепартамент не поддержал предложение Владимира Зеленского об изменении формата переговоров по ситуации в Донбассе.
7—8 августа Владимир Зеленский совершил визит в Турцию, где провёл переговоры с президентом Турции Реджепом Тайипом Эрдоганом, встретился с представителями украинской и крымскотатарской общин и провёл встречу с Вселенским патриархом Варфоломеем І.
13 августа Зеленский поручил правительству разработать законопроект об упрощённом порядке получения гражданства для россиян, которые подверглись «преследованиям по политическим убеждениям», а также иностранцам и лицам без гражданства, которые участвовали «в обеспечении национальной безопасности и обороны Украины». При этом желающие получить гражданство Украины должны будут отказаться от уже имеющегося у них гражданства, а также документально подтвердить факт политического преследования. Разработка законопроекта, однако, затянулась, и лишь через 2 года, 2 ноября 2021 года, Верховная рада в первом чтении приняла законопроект, упрощающий получение украинского гражданства для иностранцев и лиц без гражданства, которые участвовали в «защите страны».
Ещё одним внешнеполитическим достижением команды нового президента стал первый за 20 лет визит в Киев премьер-министра Израиля Биньямина Нетаньяху. Нетаньяху выразил готовность обсуждать военное сотрудничество с Украиной.
При появлении информации о возможном восстановлении «Большой восьмёрки» и возвращении России в этот неформальный политический клуб мировых держав, Зеленский развернул активность с целью помешать этому. Зеленский назвал условия, при которых, по его мнению, Россия может рассчитывать вновь занять своё место в «повестке дня высокой дипломатии» и восстановиться в G8 — это «возвращение оккупированного Крыма, прекращение боевых действий в Донбассе и освобождение более ста политических заключённых и украинских моряков, которых удерживает Кремль».

#### Украина и внутриполитическая борьба в США

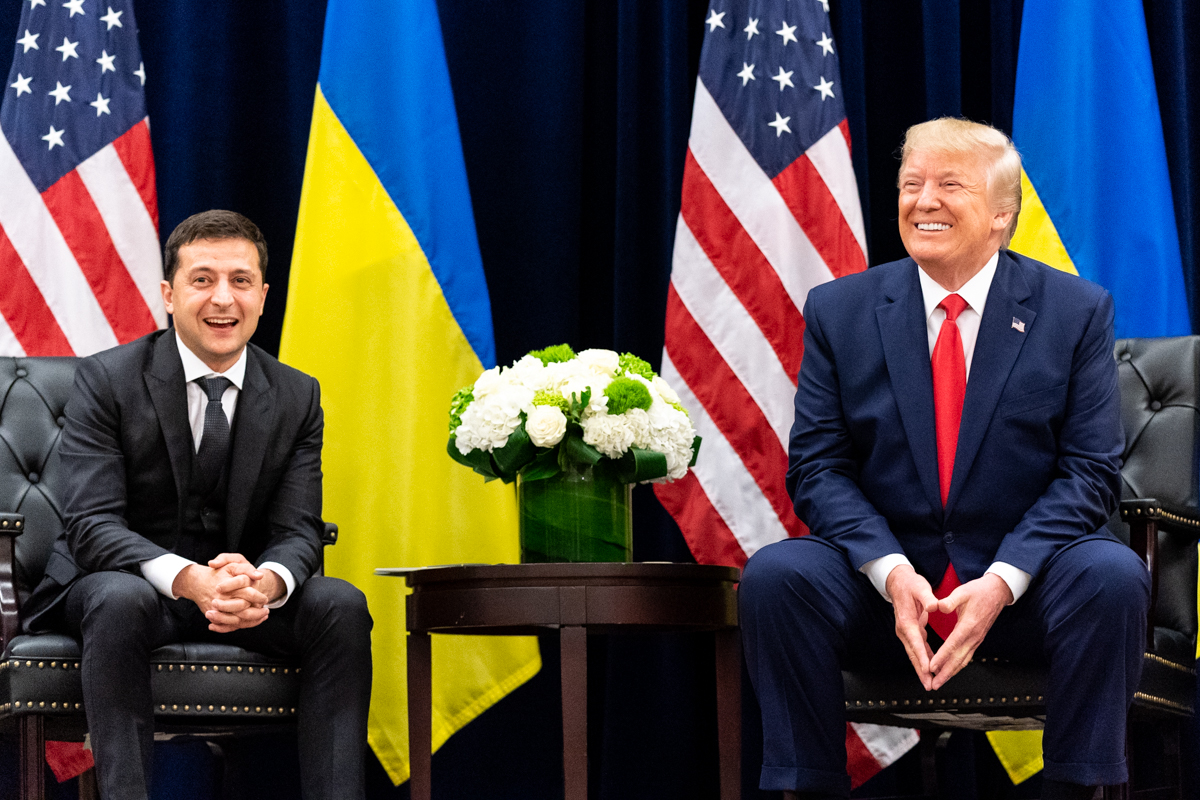
Президент Украины Владимир Зеленский и президент США Дональд Трамп. Нью-Йорк. 25 сентября 2019 г.

В мае 2019 года личный адвокат президента США Дональда Трампа Руди Джулиани заявил, что избранный президент Украины Владимир Зеленский «окружён врагами президента США … и людьми, которые … явно коррумпированы». Джулиани также заявлял о намерении посетить Украину, чтобы убедить новоизбранного президента Зеленского не прекращать расследования, которые «могли бы предоставить новую информацию по двум вопросам, представляющим большой интерес для господина Трампа»: о предполагаемом вмешательстве России в президентские выборы в США в 2016 году и о связях сына бывшего вице-президента США Джозефа Байдена Хантера с украинской нефтегазовой компанией Burisma, в совет директоров которой он входил с мая 2014 по 2019 год, получая зарплату 50 тыс. долларов в месяц. Назначение Байдена-младшего совпало с активным участием в украинской политике Байдена-старшего, который отвечал за связи с Украиной в администрации президента Барака Обамы.
Джулиани также упоминал о некоем сговоре, в котором участвовали украинские чиновники, члены Демократической партии США и американское посольство на Украине. В августе Джулиани провёл переговоры с помощником Зеленского Андреем Ермаком.
В сентябре американские СМИ обвинили Дональда Трампа в том, что во время телефонного разговора с Зеленским, состоявшегося 25 июля, тот оказывал давление на президента Украины с целью получить компромат на Джо Байдена, одного из ключевых претендентов на должность президента США в 2020 году. Публикации СМИ вызвали в США политический скандал.
23-26 сентября Владимир Зеленский в составе украинской делегации принял участие в работе 74-й сессии ГА ООН и 25 сентября на полях сессии встретился с президентом Трампом. Визит в США и переговоры, на которые на Украине возлагали большие надежды, однако, ушли на второй план на фоне разгорающегося американского внутриполитического скандала. Дональду Трампу (возможно, без согласования с украинской стороной) пришлось дать согласие на публикацию меморандума его телефонного разговора с Зеленским от 25 июля. Согласно расшифровке, на протяжении всего разговора Зеленский заискивал перед президентом США и охотно поддерживал поднятую Трампом тему недостаточного внимания к Украине со стороны её европейских партнёров. Публикация вызвала дополнительные вопросы как к Трампу, так и к Зеленскому. В частности, речь идёт о нелицеприятных высказываниях Зеленского в адрес Ангелы Меркель и Эмманюэля Макрона. Партия «Европейская солидарность», возглавляемая экс-президентом Петром Порошенко, воспользовалась публикацией для того, чтобы поставить под сомнение «возможность неполитизированной, беспристрастной, неангажированной работы прокуратуры и правосудия» Украины.
В Палате представителей Конгресса США было начато расследование по вопросу о возможности импичмента президента Трампа. 27 сентября телеканал CNN со ссылкой на информированные источники сообщил о том, что в отставку с поста спецпредставителя Госдепартамента США по Украине подал Курт Волкер, который также оказался вовлечён в этот скандал. Анонимный сотрудник американских спецслужб в своей жалобе на действия Дональда Трампа в связи с его звонком Владимиру Зеленскому утверждал, что Волкер помог устроить встречу Руди Джулиани с представителями Зеленского. Кроме того, в жалобе говорилось, что после телефонного разговора президентов США и Украины именно Волкер в конце июля прибыл в Киев с указаниями от Белого дома.

### 2020
17 января пресс-служба президента Украины сообщила, что новый проект Стратегии национальной безопасности Украины, представленный на заседании СНБО, предусматривает меры «для уменьшения вероятности эскалации конфликта с РФ и напряжённости в двусторонних отношениях». Документ также предполагает развитие стратегических отношений с ЕС, США и государствами блока НАТО, которые определены как «ключевые иностранные партнёры». Кроме того, проектом предусмотрено «восстановление мира и государственного суверенитета на временно оккупированных территориях Донецкой и Луганской областей, осуществление комплекса международно-правовых, политико-дипломатических, гуманитарных и экономических мер „Крым — это Украина“».
<…>
27 мая Зеленский подписал новую годичную программу евроатлантической интеграции Украины. Стратегической целью Украины, согласно тексту приложения к указу о начале реализации программы, является «достижение соответствия основным критериям приобретения полноценного членства в НАТО и ЕС». Как указано в документе, «приоритетной в 2020 году остаётся деятельность, направленная на сохранение международного консенсуса в вопросе поддержки Украины, продолжение санкционного давления на Российскую Федерацию для прекращения вооружённой агрессии против Украины, освобождения всех незаконно удерживаемых граждан Украины, а также освобождения временно оккупированных территорий в Донецкой и Луганской областях, Автономной Республики Крым и города Севастополя». Восстановление суверенитета Украины в международно признанных границах и обеспечение безопасности граждан на всей территории страны называются основными задачами государства.
12 июня Североатлантический совет предоставил Украине статус партнёра с расширенными возможностями (Enhanced Opportunities Partner, EOP) При этом в НАТО подчеркнули, что этот статус не влияет на решение о членстве страны в альянсе. На саммите в Брюсселе в июне 2021 года лидеры НАТО подтвердили решение, принятое на бухарестском саммите 2008 года, о том, что Украине будет предоставлен План действий по членству в НАТО, и что Украина имеет право самостоятельно определять своё будущее и внешнюю политику.
<…>
В августе 2020 года резко обострились отношения между Украиной и Белоруссией в связи со вспыхнувшими в Белоруссии массовыми протестами, вызванными очередными президентскими выборами, на которых, согласно официальным итогам, вновь победил Александр Лукашенко. Украина вслед за Евросоюзом и США ввела санкции против Белоруссии. Впервые в истории двусторонних отношений Украина отзывала своего посла из Белоруссии на консультации для оценки перспектив украинско-белорусских отношений. 28 августа глава украинского МИДа Дмитрий Кулеба заявил, что Украина приостановила все контакты с Белоруссией и возобновит их, только когда убедится, что они не принесут репутационного, политического или морального ущерба Украине.

### 2021
В начале 2021 года вопрос «аннексии Крыма» Россией и тема возвращения Крыма в состав Украины, учитывая отсутствие прогресса в политическом урегулировании вооружённого конфликта в Донбассе, окончательно стали центром внешнеполитических усилий украинского руководства. В середине марта Зеленский подписал разработанную СНБО «Стратегию деоккупации и реинтеграции временно оккупированной территории Автономной Республики Крым и города Севастополя», в которой заявлено, что Киев применит для возвращения этой территории меры «дипломатического, военного, экономического, информационного, гуманитарного и иного характера». Одновременно на Украине был инициирован внутриполитический процесс поиска виновных в подготовке, подписании и ратификации Харьковских соглашений 2010 года, а также виновных в утрате Крыма в 2014 году. 23 августа в Киеве прошло главное для страны внешнеполитическое событие года — саммит «Крымской платформы» — новой международной переговорной площадки, призванной объединить международные усилия по «деоккупации Крыма».
В новой «Стратегии военной безопасности Украины», подписанной Зеленским и опубликованной 25 марта 2021 года, было заявлено: «На национальном уровне Российская Федерация остаётся военным противником Украины, осуществляющим вооружённую агрессию против Украины, временно оккупировавшим территорию Автономной Республики Крым и город Севастополь, территории в Донецкой и Луганской областях, системно применяющим военные, политические, экономические, информационно-психологические, космические, кибер- и другие средства, которые угрожают независимости, суверенитету и территориальной целостности Украины». Согласно подписанному документу, основные угрозы Украине исходят от России, которая «временно оккупирует» часть территорий Грузии и Украины, занимается милитаризацией Крыма, препятствует свободному судоходству в Чёрном и Азовском морях, пытается сохранить Белоруссию в сфере своего влияния, использует в своих интересах конфликт в Приднестровье и другие «замороженные» конфликты на постсоветском пространстве, а также наращивает «наступательные группировки войск, развёртывает новое ракетное оружие и проводит учения на западных границах и на временно оккупированных территориях Украины».
Среди главных целей стратегии военной безопасности Украины названы «интеграция Украины в евроатлантическое пространство и приобретение членства в НАТО».
Весной 2021 года США, НАТО и Евросоюз оказали дипломатическую поддержку Украине на фоне обострения напряжённости в зоне конфликта на востоке страны и наращивания группировки российских войск на российско-украинской границе. 2 апреля состоялся телефонный разговор Джо Байдена и Владимира Зеленского. В начале мая Киев посетили госсекретарь США Энтони Блинкен и Виктория Нуланд, заместитель госсекретаря по политическим вопросам.
17 мая главы МИД Украины, Грузии и Молдавии в Киеве подписали меморандум о создании «Ассоциированного трио». Цель нового объединения — сотрудничество по вопросам интеграции в ЕС.
26 мая Украина присоединилась к числу стран, принявших решение о запрете авиакомпаниям и самолётам выполнять полеты в воздушном пространстве Белоруссии (см. Инцидент с посадкой Boeing 737 в Минске, произошедший 23 мая 2021 года). Кроме того, инцидент с вынужденной посадкой лайнера Ryanair позволил украинскому руководству вновь вернуться к идее о переносе переговорной площадки по донбасскому урегулированию из Минска в одну из европейских столиц.
В июле 2021 года, выступая на форуме «Украина 30. Международная политика», Зеленский подчеркнул, что членство в НАТО и ЕС — «основоположный и стратегический» приоритет украинской внешней политики, а также вопрос «безопасности и благополучия» страны. К другим внешнеполитическим приоритетам Украины относятся противостояние агрессии со стороны России, обеспечение суверенитета и восстановление территориальной целостности. Для этого, по словам главы МИД Украины Дмитрия Кулебы, в отсутствие гарантий безопасности со стороны Запада Украина вынуждена наращивать свои вооружения, укреплять союзы с малыми странами и добиваться отмены запуска газопровода «Северный поток-2».

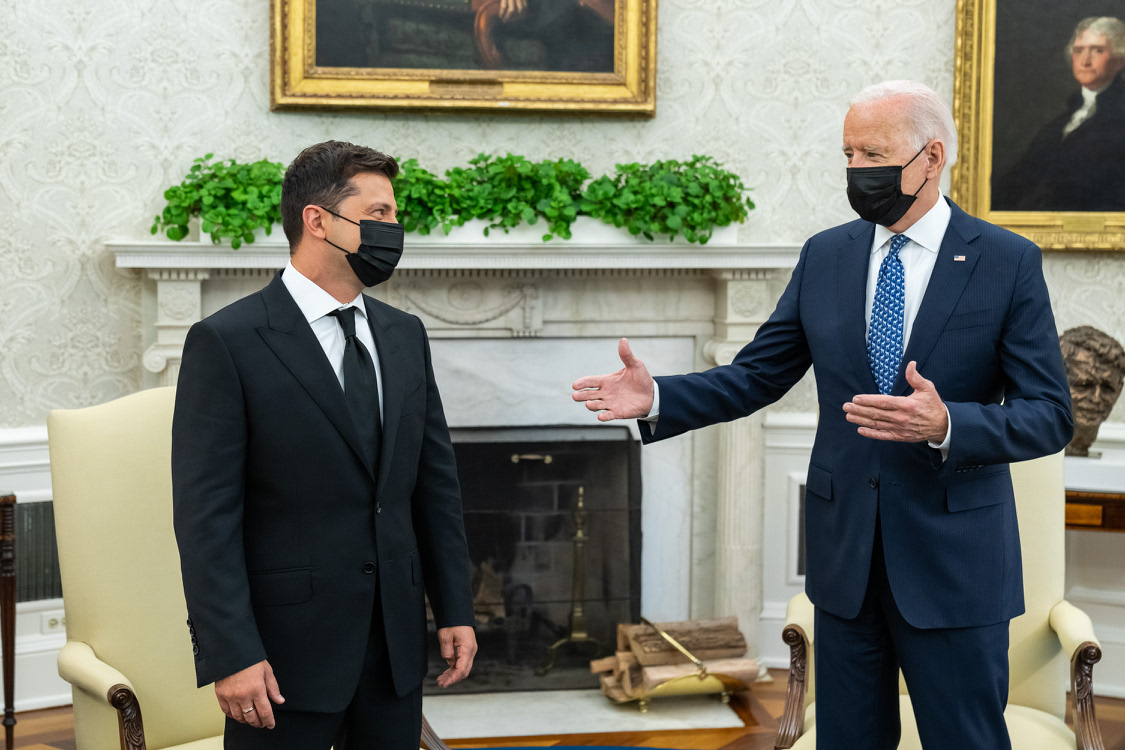
Владимир Зеленский и Джо Байден на встрече в Вашингтоне, 2021 год

Рабочий визит Владимира Зеленского в США, состоявшийся в конце августа — начале сентября 2021 года, проходил в экстремальных условиях завершения 20-летнего американского присутствия в Афганистане и угрозы новых терактов. Провал афганской кампании отодвинул для США украинскую повестку на второй план. Как заявил в преддверии поездки министр иностранных дел Украины Дмитрий Кулеба, в рамках политического блока Владимир Зеленский был намерен добиваться достижения нового уровня стратегического партнёрства с США; обсуждение экономического блока имело целью стимулировать приток американских инвестиций на Украину, в том числе в аэрокосмическую отрасль и ВПК, а третий блок вопросов касался активизации двустороннего оборонного сотрудничества для сдерживания России. 27 августа президент США Джо Байден распорядился выделить Украине помощь в размере до 60 млн долларов «на оборонные изделия и услуги Министерства обороны (в том числе противотанковые ракетные комплексы Javelin), а также на военное образование и подготовку для оказания помощи Украине». Всего на укрепление обороноспособности Украины США с 2014 года выделили 2,5 млрд долларов (в том числе 400 млн в 2021 году).
Переговоры Зеленского с президентом США Джо Байденом прошли 1 сентября. Перед началом встречи Зеленский назвал приоритетным вопрос безопасности «во временно оккупированных Россией» Донбассе и Крыму, а также в Чёрном и Азовском морях, а также сказал, что хочет обсудить проблему газопровода «Северный поток-2». Особенно громко прозвучал анонс темы вступления Украины в НАТО, которую Зеленский поднимает при любой возможности. Зеленский сообщил, что также хотел бы обсудить роль, которую США могли бы сыграть в экономическом возрождении Украины и в процессе урегулирования конфликта в Донбассе. Он также попросил Байдена помочь освободить более 450 человек, содержащихся под стражей в непризнанных республиках Донбасса и в России.
По итогам визита Владимира Зеленского в Вашингтон было принято совместное заявление о стратегическом партнёрстве между США и Украиной. В документе зафиксирована договорённость активизировать работу Комиссии по стратегическому партнёрству, которая должна разработать новую Хартию стратегического партнёрства. В ходе визита были подписаны соглашения на сумму 2,5 млрд между «Укроборонпромом» и военно-промышленными компаниями США, среди которых Lockheed Martin, Harris Global Communications, Global Ordnance и Day & Zimmermann Lone Star LLC.
В подписанном США и Украиной Меморандуме о взаимопонимании стороны отметили такие перспективные направления сотрудничества, как инфраструктура, оборона, сельское хозяйство, здравоохранение, цифровая экономика и энергетика. На операции по экспорту товаров и услуг на Украину Экспортно-импортный банк США (EXIM Bank) выделит гарантии на сумму 3 млрд долларов. США объявили о намерении выделить Украине до конца 2021 года 463 млн долларов на проведение реформ, направленных на укрепление демократии, улучшение ситуации в сфере прав человека, борьбу с коррупцией, 12,8 млн долларов на борьбу с COVID-19 и 45 млн долларов в качестве гуманитарной помощи Донбассу.
Евроатлантические перспективы Украины по итогам переговоров остаются неопределёнными. В совместном заявлении США лишь поддержали «право Украины определять свой внешнеполитический курс свободно от внешнего вмешательства, включая стремление Украины вступить в НАТО». Американская сторона при этом подчеркнула, что никогда не признает аннексию Крыма Россией. Россия фактически названа стороной конфликта в Донбассе: ей адресован призыв выполнить свои обязательства по прекращению огня и «по-настоящему принимать участие в усилиях по урегулированию конфликта». В заявлении также сообщается, что США и Украина завершили работу над стратегическим рамочным соглашением по вопросам обороны, которое станет основой их сотрудничества в этой сфере. Среди прочего взаимодействие будет касаться оборонной промышленности, разведки и «противодействия российской агрессии». Что касается газопровода «Северный поток-2», то США пообещали приложить усилия к сохранению транзитной роли Украины и недопущения того, чтобы Россия использовала энергетику как геополитическое оружие.
В конце 2021 года дипломатическая активность Украины была связана с очередным усилением напряжённости в районе российско-украинской границы. В Вашингтоне прошло первое за три года заседание двусторонней Комиссии по стратегическому партнёрству с участием Дмитрия Кулебы. Стороны обсудили вопросы безопасности Украины на фоне напряжённости на востоке страны и в Белоруссии, энергобезопасность (в том числе в контексте завершения строительства газопровода «Северный поток — 2»), развитие торговли и наращивание объёмов американских инвестиций. Новый глава Минобороны Алексей Резников посетил Вашингтон, где встретился с министром обороны США Ллойдом Остином. Как сообщил журнал Foreign Policy, Резников во время визита просил увеличить поставки оружия. 9 декабря состоялся телефонный разговор Джо Байдена с Владимиром Зеленским. Байден подтвердил «непоколебимую приверженность США суверенитету и территориальной целостности Украины», назвал действия России агрессивными и пригрозил ей экономическими мерами в случае военного вмешательства на украинскую территорию. Согласно пресс-релизу Белого дома, «Байден подчеркнул готовность США поддержать меры для продвижения выполнения Минских соглашений в поддержку „нормандского формата“». 15 декабря в Брюсселе Зеленский принял участие в саммите «Восточного партнёрства». В частности, здесь он переговорил с новым канцлером Германии Олафом Шольцем и президентом Франции Эмманюэлем Макроном. По итогам беседы Зеленский поблагодарил коллег «за решительную поддержку Украины на фоне военной угрозы со стороны Российской Федерации» и подтвердил готовность «продолжать работу в нормандском формате». Он также заявил, что рассчитывает «на поддержку немецкой стороны в вопросе сохранения транзита газа через территорию Украины после 2024 года».

### 2022
Утром 24 февраля Путин объявил о начале вторжения на Украину. Российские ракеты поразили ряд военных объектов на Украине, и Зеленский объявил военное положение. Зеленский также объявил о немедленном разрыве дипломатических отношений с Россией. Позже в тот же день он объявил всеобщую мобилизацию.
25 февраля Зеленский заявил, что, несмотря на заявление России о том, что она нацелена только на военные объекты, удары также попадают по гражданским объектам. В утреннем обращении в тот же день Зеленский сказал, что его спецслужбы определили его как главную цель России, но он остается в Киеве, а его семья останется в стране. «Они хотят уничтожить Украину политически, уничтожив главу государства», — сказал он.
Рано утром 26 февраля, во время самого крупного штурма российскими войсками столицы Киева, правительство США и президент Турции Реджеп Тайип Эрдоган призвали Зеленского эвакуироваться в более безопасное место, и оба предложили помощь в таких усилиях. Зеленский отклонил оба предложения и предпочел остаться в Киеве со своими силами обороны, заявив, что «бой идет здесь [в Киеве]; мне нужны боеприпасы, а не поездка».
Действия Зеленского поддержали более 90 % украинцев, в том числе более 90 % на западе и в центре Украины и более 80 % в русскоязычных регионах на востоке и юге Украины. Опрос Pew Research Center показал, что 72 % американцев доверяют Зеленскому в том, как он занимается международными делами.
Зеленский получил всемирное признание как лидер Украины военного времени во время российского вторжения; историк Эндрю Робертс сравнил его с Уинстоном Черчиллем. Harvard Political Review сообщил, что Зеленский «использовал возможности социальных сетей, чтобы стать первым в истории по-настоящему онлайн-лидером военного времени, обойдя традиционных пользователей, поскольку он использует Интернет, чтобы достучаться до людей». Он был охарактеризован многими комментаторами как национальный герой или «глобальный герой», включая такие публикации, как The Hill , Deutsche Welle, Der Spiegel и USA Today. BBC News и The Guardian сообщили, что его реакция на вторжение получила похвалу даже от бывших критиков.
Сообщается, что во время вторжения на Зеленского было совершено более дюжины покушений; три были предотвращены благодаря наводкам сотрудников ФСБ России, выступавших против вторжения. Две из этих попыток были совершены группой Вагнера, российским военизированным формированием, а третья — кадыровцами, личной охраной чеченского лидера Рамзана Кадырова.
Говоря об украинских гражданах, убитых российскими войсками, Зеленский сказал:
«Мы не простим. Мы не забудем. Мы накажем каждого, кто совершил зверства на этой войне… Найдем каждую сволочь, которая стреляла по нашим городам, по нашим людям, которая запускала ракеты, которая отдавала приказы. Вам не будет ни одного тихого места на этой земле – кроме могилы».
Газета Times of Israel назвала Зеленского «еврейским защитником украинской демократии». Галь Бекерман из The Atlantic описал Зеленского как «[подарившего] миру еврейского героя».
7 марта 2022 г. президент Чехии Милош Земан принял решение наградить Зеленского высшей государственной наградой Чехии — орденом Белого льва — «за храбрость и отвагу перед лицом российского вторжения».
Зеленский неоднократно призывал к прямым переговорам с президентом России Владимиром Путиным, говоря: «Господи, что ты хочешь от нас? Уйди с нашей земли. Не хочешь уйти сейчас, сядь со мной за стол переговоров. Только не за 30 метров, как с Макроном и Шольцем. Я не кусаюсь». Зеленский сказал, что он «на 99,9 % уверен», что Путин думал, что украинцы встретят вторгшиеся силы «цветами и улыбками».
7 марта в качестве условия прекращения вторжения Кремль потребовал нейтралитета Украины; признание аннексированного Россией Крыма российской территорией; и признание непризнанных сепаратистских республик Донецкой и Луганской областей независимыми государствами. 8 марта Зеленский выразил готовность обсудить требования Путина. Зеленский заявил, что готов к диалогу, но «не к капитуляции». Он предложил новый договор о коллективной безопасности Украины с США, Турцией, Францией, Германией в качестве альтернативы вступлению страны в НАТО. Партия Зеленского «Слуга народа» заявила, что Украина не откажется от своих претензий на Крым, Донецк и Луганск. Однако Зеленский заявил, что Украина рассматривает вопрос о придании русскому языку статуса защищенного меньшинства.
15 марта 2022 г. премьер-министр Польши Матеуш Моравецкий вместе с премьер-министром Чехии Петром Фиалой и премьер-министром Словении Янезом Яншей посетили Киев, чтобы встретиться с Зеленским в знак поддержки Украины.
16 марта в сети появился дипфейк Зеленского, призывающего граждан Украины сдаться России. Было сочтено, что атака не достигла намеченной цели. Это видео считается первым использованием технологии дипфейков в дезинформационной атаке глобального масштаба.
Зеленский предпринял попытку сплотить правительства западных стран в попытке изолировать Россию. Он неоднократно обращался к законодательным органам ЕС, Великобритании, Польши, Австралии, Канады, США, Германии, Израиля, Италии и Японии и намерен обратиться к Нидерландам, Румынии и странам Северной Европы.
23 марта Зеленский призвал россиян эмигрировать из России, чтобы не финансировать своими налогами войну в Украине.
В марте 2022 года Зеленский поддержал приостановку деятельности 11 украинских политических партий, имеющих связи с Россией: Социалистическая партия Украины, Держава, Левая оппозиция, Наши, Оппозиционный блок, Оппозиционная платформа — За жизнь, Партия Шария, Прогрессивная социалистическая партия Украины, Союз левых и Блок Владимира Сальдо. Коммунистическая партия Украины, еще одна пророссийская партия, уже была запрещена в 2015 году из-за поддержки сепаратистов Донбасса. Зеленский также поддержал объединение всех новостных телеканалов в единую круглосуточную новостную передачу, находящуюся в ведении государства Украина.
В апреле 2022 года он раскритиковал связи Германии с Россией.
В мае 2022 года Зеленский заявил, что украинские мужчины призывного возраста обязаны оставаться в Украине и что каждый день в боях на востоке Украины погибает до 100 украинских солдат. Он сделал комментарий после того, как его спросили об онлайн-петиции с призывом отменить запрет на выезд украинских мужчин из Украины. Когда Зеленский отдал приказ о всеобщей военной мобилизации в феврале 2022 года, он также запретил покидать Украину мужчинам в возрасте от 18 до 60 лет. В начале июня 2022 г. советник Зеленского Михаил Подоляк заявил, что ежедневно в боях погибает до 200 украинских военных.
Зеленский осудил предложения бывшего американского дипломата Генри Киссинджера о том, что Украина должна передать контроль над Крымом и Донбассом России в обмен на мир. 25 мая 2022 г. он заявил, что Украина не пойдет на мир, пока Россия не согласится вернуть Украине Крым и Донбасс. Однако позже он сказал, что не верит, что все земли, захваченные Россией с 2014 года, включая Крым, могут быть возвращены силой, заявив, что «если мы решим пойти таким путем, мы потеряем сотни тысяч людей».
3 мая 2022 года Зеленский обвинил Турцию, приветствующую российских туристов и пытающуюся выступить посредником между Россией и Украиной, чтобы положить конец войне, в «двойных стандартах».
25 мая 2022 года Зеленский заявил, что удовлетворён политикой Китая по невмешательству в конфликт.
30 мая 2022 года Зеленский раскритиковал лидеров ЕС за излишнюю мягкость по отношению к России и спросил: «Почему Россия до сих пор может зарабатывать почти миллиард евро в день, продавая энергию?» В исследовании, опубликованном Центром исследований энергетики и чистого воздуха (CREA), подсчитано, что ЕС заплатил России около 56 миллиардов евро за поставки ископаемого топлива в течение трёх месяцев после начала российского вторжения.
20 июня 2022 года Зеленский по видеоконференции обратился к представителям Африканского союза (АС). Он пригласил африканских лидеров на виртуальную встречу, но присутствовали только четверо из них. 20 июля 2022 года южноамериканский торговый блок МЕРКОСУР отказал Зеленскому в просьбе выступить на саммите торгового блока в Парагвае.
Говоря о мобилизации в России, Зеленский призвал россиян не поддаваться «преступной мобилизации», заявив: «Российским командирам нет дела до жизней россиян — им просто нужно заполнить пустующие места, оставленные» убитыми и ранеными российскими солдатами. После заявления Путина об аннексии Россией четырёх украинских областей, захваченных ею во время вторжения, Зеленский заявил, что Украина не будет вести мирные переговоры с Россией, пока Путин является президентом.
25 сентября 2022 года Зеленский заявил, что угрозы Путина применить ядерное оружие «могут стать реальностью». Он добавил, что Путин «хочет напугать весь мир» ядерным шантажом. Он также сказал, что Путин осознаёт, что «мир никогда не простит» российского ядерного удара. На вопрос, какие отношения будут у украинцев и Украины с Россией после войны, Зеленский ответил, что «они забрали слишком много людей, слишком много жизней. Общество им этого не простит», добавив, что «это будет выбор нашего общества, говорить с ними или не говорить вообще, и на сколько лет, десятков лет и более». 21 декабря 2022 года Зеленский посетил США в свою первую зарубежную поездку после начала войны. Он встретился с президентом Джо Байденом и обратился к Конгрессу, произнося свою полную речь на английском языке. США объявили, что поставят установки Patriot Украине, как и было запрошено.

## Комментарии
1. ↑  В конце сентября 2019 года Данилюк подал заявление об отставке с этого поста и 30 сентября был уволен
2. ↑  В марте 2020 года выведен из состава СНБО в связи с освобождением от занимаемой должности
3. ↑  В марте 2020 года выведен из состава СНБО в связи с освобождением от занимаемой должности
4. ↑  В октябре 2021 года Разумков был отправлен в отставку со своего поста
5. ↑  В марте 2020 года выведен из состава СНБО в связи с освобождением от занимаемой должности
6. ↑  В марте 2020 года выведен из состава СНБО в связи с освобождением от занимаемой должности